# USS Shaw (DD-373)
Pour les autres navires du même nom, voir USS Shaw.
L'USS Shaw (DD-373) était un destroyer de la classe Mahan et le deuxième navire de la Marine des États-Unis à porter le nom du capitaine John Shaw. Mis en service en 1936, le Shaw n'est opérationnel qu'en 1938. Après un entrainement dans l'Atlantique, il est transféré dans le Pacifique où il est sur le quai de réparation auxiliaire USS YFD-2 lors de l'attaque de Pearl Harbor. Gravement endommagé, il est réparé et participe à la guerre du Pacifique ; il est désarmé après le conflit et démoli en 1946.

## Galerie
|                                                           |
| Explosion de l'USS Shaw lors de l'attaque de Pearl Harbor |

|                                                           |
| Naufrage de l'USS Shaw sur l'USS YSD-2 le 4 décembre 1941 |